# Lucifer Chu
Lucifer Chu (caratteri cinesi: 朱學恒; pinyin: Zhù Xuéhéng; Wade-Giles: Chu Hsueh-Heng; Taipei, 19 febbraio 1975) è uno scrittore, traduttore e critico letterario taiwanese, laureato nel 1998 alla National Central University di Taiwan in ingegneria elettrica.
Chu ha tradotto 30 romanzi fantasy in mandarino, tra i quali figurano Lo Hobbit e la trilogia de Il Signore degli Anelli di J.R.R. Tolkien, oltre che i Romanzi di Dragonlance.

## Carriera
Fondatore della "Fondazione per la Cultura e l'Arte Fantasy" di Taiwan e dell'"Open Source Open Courseware Prototype System" (OOPS), Lucifer Chu ha imparato l'inglese da autodidatta attraverso i videogiochi. I suoi primi lavori da traduttore furono recensioni e walkthrough scritti per riviste di videogames, in seguito ai quali iniziò a lavorare come professionista con i romanzi fantasy. Oltre ai circa 30 romanzi tradotti, è anche autore di cinque opere originali.
Ex-milionario, in diversi discorsi e seminari Chu ha dichiarato di aver speso quasi tutti i proventi delle royalty ottenuti da Lo Hobbit e dalla trilogia de Il Signore degli Anelli per finanziare l'istruzione pubblica e gratuita, localizzando la conoscenza ed incoraggiando l'innovazione per i giovani.
L'OOPS è un progetto di localizzazione basato sul lavoro di volontari che ha lo scopo di tradurre opere accademiche in mandarino. Durante tutto il corso della sua opera, si stima che circa 20.000 volontari si siano uniti al progetto OOPS.